# La frontiera
La frontiera è un film italiano del 1996, diretto da Franco Giraldi.